# إدواردو بيلو
إدواردو بيلو (بالإسبانية: Eduardo Bello) هو لاعب اتحاد الرغبي أرجنتيني، ولد في 27 نوفمبر 1995 في قرطبة في الأرجنتين.